# キン肉マンII世 正義超人への道
『キン肉マンII世 正義超人への道』は、2002年12月6日にバンプレストから発売されたゲームボーイアドバンス用プロレス格闘アクションである。漫画『キン肉マンII世』（1997年 - 2011年）を題材としている。

## 概要
漫画『キン肉マンII世』に登場する超人達によるプロレスゲーム。試合中、正義・残虐に分かれる技をどれだけ使ったかにより正義・残虐の属性ゲージが蓄積され、超人を育成することが出来る。

## ゲーム内容
正義超人への道
主人公・キン肉万太郎を操作して闘って行くストーリーモード。
超人リーグ戦
超人を1人選び、自分以外の相手の22戦を勝ち抜いていくモード。
3on3チームバトル
特定のチーム（team-AHO、悪行超人、新世代超人2期生、ノーリスペクト、伝説超人、最強超人）を選び、自分以外のチームを3VS3の勝ち抜き戦を行うモード。
エキシビジョンマッチ
VSコンピュータ
通信対戦
トレーニング
万太郎を操作して、ラーメンマンから操作方法を学ぶモード。初級編と上級編に分かれる。
超人図鑑
超人のデータを閲覧出来る。超人の成長をリセットできる。
オプション
ゲームのレベル設定、実況の有無の切り替えができる。
各モードをクリアする事により全盛期の伝説超人が使用可能になる。

## 設定

### リング
白地リング
通常のリング。
コンクリートリング、シーサーリング
投げ技の威力が20%上昇。関節技の威力が10%上昇。
畳リング
投げ技の威力が10%上昇。関節技の威力が20%上昇。
d.M.pリング
残虐パワーを選択したキャラクターの攻撃力が5%上昇。
ヘラクレス・ファクトリーリング
友情パワーを選択したキャラクターの攻撃力が5%上昇。
キン肉星リング
キン肉族（キン肉万太郎、キン肉スグル、キン肉アタル）の攻撃力が5%上昇。

### 会場
（）内は選べるリング。
日本武道館（白地、コンクリート、d.M.p）
網走（赤地）
関西ドーム（白地・チェス、d.M.p）
ヘラクレスファクトリー（白地）
キン肉星（kinマーク）
網走（練習用）（赤地）
網走（赤地）
沖縄（シーサー）
河原（コンクリート）
千葉マッスルメッセ駐車場（白地）
東京湾（白地）

## 登場キャラクター
キン肉万太郎
- 声 - 小野坂昌也

一部の場合を除きミート（声：吉田小南美）がセコンドにつく。
必殺技
キン肉ドライバー（組み中にRボタン）
キン肉バスター（組み中にR+←or→）
マッスルミレニアム（立ち中にR+AorBボタン）
アピール 相手に向かっておなら
テリー・ザ・キッド
- 声 - 森川智之

必殺技
ハイボルテージボム（組み中にRボタン）
カーフ・ブランディング（立ち中にR+AorBボタン）
スピニング・トゥホールド（相手ダウン中にA）
アピール ピーナッツを吹く
ガゼルマン
- 声 - 増谷康紀

必殺技
サバンナヒート（組み中にRボタン）
アントラーフィスト（立ち中にR+AorBボタン）
アピール 鏡を見てウットリ
セイウチン
- 声 - 山崎たくみ

必殺技
海象滝登り（組み中にRボタン）
アイスロックドライバー（立ち中にR+AorBボタン）
アピール シャケを投げる
ジェイド
- 声 - 野島健児

必殺技
ビーフケーク・ハマー（組み中にRボタン）
ベルリンの赤い雨（立ち中にR+AorBボタン）
アピール ソーセージを食べる
デッド・シグナル
- 声 - 稲田徹

必殺技
NASTY DROP（組み中にRボタン）
トリプル丸鋸（組み中にR+Bボタン）
死の踏切（立ち中にR+Aボタン）
アピール 信号点滅
クリオネマン
- 声 - 高崎拓郎

必殺技
x・y・zクラッシュ（組み中にRボタン）
水母落とし（組み中にR+←or→）
イカ変身（立ち中にR+AorBボタン）
アピール 体をゴムの様に伸ばす
ケビンマスク
- 声 - 置鮎龍太郎

必殺技
タワーブリッジ（組み中にRボタン）
ビッグベン・エッジ（組み中にR+←or→）
ロープワークタワーブリッジ（立ち中にR+AorBボタン）
アピール 腕組みポーズ
テルテルボーイ
- 声 - 西村朋紘

必殺技
断刀アンテナ（組み中にRボタン）
トラウマボイス・ダイアル（バッファローマン）（立ち中にR+Bボタン）
トラウマボイス・ダイアル（ラーメンマン）（立ち中にR+Aボタン）
アピール ボタンが点滅
MAXマン
- 声 - 稲田徹

必殺技
ビッグブーツ・インパクト（組み中にRボタン）
MAXシュート（立ち中にR+AorBボタン）
アピール 体を磨く
レックス・キング
- 声 - 太田真一郎

必殺技
スケルトン・ブラッシュ・ジョー（組み中にRボタン）
ジュラシックハンド（立ち中にR+AorBボタン）
アピール 右腕を突き上げ口パク
チェック・メイト
- 声 - 遠近孝一

必殺技
馬式誉れ落とし（組み中にRボタン）
ルーク・スカイツイスター（組み中にR+←or→）
ケンタウロスの黒い嘶き（立ち中にR+AorBボタン）
アピール チェス盤を取り出しチェス
スカーフェイス
- 声 - 乃村健次

必殺技
アルティメット・スカー・バスター（組み中にRボタン）
バッファロー・ブランディング（立ち中にR+AorBボタン）
アピール リンゴをつぶす
フォーク・ザ・ジャイアント
- 声 - 森川智之

必殺技
串刺し昆虫採集（組み中にRボタン）
スリーウェイ・ダンス・インパクト（組み中にR+←or→）
ディザスター・タンク（立ち中にR+AorBボタン）
アピール 日の丸弁当を食べる
ハンゾウ
- 声 - 中井和哉

必殺技
釣鐘割り（組み中にRボタン）
兜蟹変化・カブトガニセントーン（組み中にR+←or→）
撥雲風車・牛馬断体車（立ち中にR+AorBボタン）
アピール 妖腕刀を舌なめずり
ボーン・コールド
- 声 - 檜山修之

必殺技
リバースパワーボム（組み中にRボタン）
デスバレーボム（組み中にR+←or→）
シューティング・アロー（立ち中にR+Bボタン）
ナスティ・ギムレット（立ち中にR+Aボタン）
アピール 手配書を取りだす
キン肉スグル（現在）
- 声 - 古川登志夫

必殺技
キン肉ドライバー（自爆）（組み中にRボタン）
キン肉バスター（自爆）（組み中にR+←or→）
アーチェリーストレッチ（立ち中にR+AorBボタン）
アピール 相手に向かっておなら
ラーメンマン（現在）
- 声 - 小野健一

必殺技
九龍城落地（組み中にRボタン）
回転龍尾脚（立ち中にR+AorBボタン）
アピール クンフーの構えをする
バッファローマン（現在）
- 声 - 乃村健次

必殺技
ハリケーン・ミキサー（空中）（組み中にRボタン）
ハリケーン・ヒート（組み中にR+←or→）
ハリケーン・ミキサー（地上）（立ち中にR+AorBボタン）
アピール 足を後ろへと蹴りあげる
キン肉スグル（全盛期）
- 声 - 古川登志夫

必殺技
キン肉ドライバー（組み中にRボタン）
キン肉バスター（組み中にR+←or→）
サンマッスル（立ち中にR+AorBボタン）
アピール 牛丼を食べる
ラーメンマン（全盛期）
- 声 - 小野健一

必殺技
九龍城落地（組み中にRボタン）
回転龍尾脚（立ち中にR+AorBボタン）
アピール ラーメンを食べる
バッファローマン（全盛期）
- 声 - 乃村健次

必殺技
ハリケーン・ミキサー（空中）（組み中にRボタン）
ハリケーン・ヒート（組み中にR+←or→）
ハリケーン・ミキサー（地上）（立ち中にR+AorBボタン）
アピール ロングホーンをヤスリで磨く
キン肉アタル
- 声 - 稲田徹

必殺技
ナパームストレッチ（組み中にRボタン）
マッスル・スパーク（組み中にR+←or→）
連続ドラゴンスープレックス（立ち中にR+AorBボタン）
アピール バズーカ発射

## スタッフ
- 企画、ディレクター：増田雅人
- メインプログラム：深堀勝之
- プログラム：佐藤琢哉、松川朋昭
- インフォメーショングラフィック：山下利治、石丸恵
- リンググラフィック：山下利治
- キャラクター・グラフィック：石黒誠一郎、西健介、AME、岡本晃靖、初谷諭、松田淳、田中童、日下部敏行、太田佳子、小林高志
- イベントグラフィック：佐野征司、佐藤由貴江、譲原由利香、高橋克也
- 音楽：甲賀崇
- 効果音：高野朋之、富樫由起子
- テストプレイ：ポールトゥウィン
- スペシャルサンクス：半澤大輔、くまくま団
- プロデューサー：三浦慎太郎

## 評価
ゲーム誌『ファミ通』の「クロスレビュー」では、8・6・7・5の合計27点（満40点）となっている。レビュアーの意見としては「原作らしさも十分再現」、「試合展開を組み立てる緻密さには欠ける」、「後半がキツい」、「必殺技を出さないと試合に勝てないシステムはいいかも」などと評されている。

## 関連書籍
- Vジャンプブックスゲームシリーズ ゲームボーイアドバンス版 キン肉マンII世 正義超人への道 オール超人必勝ロード 完全ガイド - 集英社、2002年12月13日、ISBN 4-08-779209-9